# Galafi
Galafi è un centro abitato dello Stato africano di Gibuti, situato nella regione di Dikhil.